# Робер де Борон
Робер де Борон (Роберт де Борон, фр. Robert de Boron, XII — XIII століття) — французький поет, уродженець села Борон у Франш-Конте.
Якщо вірити його власними словами, він був чиновником і лицарем на службі Готьє де Монбельяр, учасника Четвертого Хрестового походу.
Автор трилогії лицарських романів про пошуки Грааля. Перший з них — «Роман про Грааль» (у цього твору є й інша назва — «Роман про Йосипа Ариматейського»). Дві інші частини трилогії Робера не збереглися. Від другого роману, «Мерлін», дійшли лише перші 502 вірша, від третього, «Персеваль», — ані рядка.
Але книги Робера де Борона були у свій час настільки популярні, що ми маємо, і у великій кількості списки, прозові транскрипції цих творів, що дозволяє деякою мірою судити про загальний задум романіста. Він був першим, хто зробив спробу викласти зв'язно весь основний сюжет артурівського циклу, першим взявся за циклізацію тих матеріалів, які мав. Робер не просто циклізував кельтські легенди про короля Артура, його Круглому Столі, про виникнення і занепад ідеального артурівського королівства. Робер ці легенди значною мірою переосмислив у християнському дусі, під сильним впливом цистерціанських ідей.
Робер де Борон виведений як персонаж роману Умберто Еко «Бавдоліно».

## Думка вченого
Дослідник середньовічної літератури Андрій Михайлов у своїй монографії про лицарському романі пише:

Як романіст, як художник, він стоїть незмірно нижче не тільки Кретьєна, але навіть найменш щасливих учнів останнього. <…> … Для розповідного стилю Роберта, дуже далекого від справжньої поетичності, типові монотонність, незграбність, цілковита ритмічна безпорадність.